# 박윤영
박윤영(1959년 5월 20일 ~ )은 대한민국 경기도의회 의원이다.

## 학력
- 연세대학교 대학원 교육학과 석사과정 수료
- 강남대학교 경제학과 졸업
- 고려대학교 경영학 학사
- 경성고등학교
- 수원영신중학교
- 봉담초등학교

## 경력
- 우리농산물애용본부 이사
- 바르게살기 화성군 위원
- 1995.07 ~ 1998.06: 제2대 화성군의회 의원
- 1998.07 ~ 2002.06: 제3대 화성군의회 의원
- 청파농장 대표
- 경동대학교 경영학부 시간강사
- 2010.07 ~ 2014.06: 제8대 경기도의회 의원
- 2014.07 ~ 2018.06: 제9대 경기도의회 의원
- 협성대학교 객원교수
- 2018.07 ~ 2022.06: 제10대 경기도의회 의원

## 역대 선거 결과
|  | 60.55% |

|  | 58.9% |

|  | 2.74% |

|  | 35.22% |

|  | 57.11% |

|  | 47.44% |

|  | 64.64% |

|  | 46.40% |